# Neptis insularum
Neptis insularum är en fjärilsart som beskrevs av Hans Fruhstorfer 1907. Neptis insularum ingår i släktet Neptis och familjen praktfjärilar. Inga underarter finns listade i Catalogue of Life.